# Dăești (gmina Popești)
Dăești – wieś w Rumunii, w okręgu Vâlcea, w gminie Popești. W 2011 roku liczyła 551 mieszkańców.